# 인휠 시스템
인휠 시스템은 현대모비스가 개발한 신기술로, 자동차 바퀴에 전기모터를 넣어 브레이크, 기어 등을 통합하는 시스템이다.

## 상세
차량 각 바퀴를 모터가 직접 제어하는 4륜 독립 구동 인휠 시스템으로, 자체 개발한 구동모터와 제어기 기술이 적용된다. 구동력이 바퀴에 곧바로 전달되기 때문에 별도의 동력 전달 부품이 필요하지 않으며, 구동 효율이 극대화된다. 엔진룸의 대형 모터도 없앨 수 있어 차량의 실내 공간이 더 넓어진다.
여유 공간을 활용해 추가 배터리를 채울 시에는 전동화 차량의 주행 거리를 늘리는 데 도움이 된다. 전후좌우 효율적인 토크 분배를 통해 약 20% 이상의 전비가 높아지는 효과가 있다. 최적의 선회 성능이나 차체 자세 제어 성능도 제공할 수 있다. 또한 주차장 회전 장치처럼 자동차가 제자리 회전을 하는 제로턴, 게처럼 옆으로 이동하는 크랩주행과 같은 특수 모션이 가능하다.

## 같이 보기
- 현대모비스
- 현대자동차그룹
- e-코너모듈